# Lukas Rossander
Lukas Egholm „gla1ve“ Rossander (* 7. Juni 1995 in Kopenhagen) ist ein dänischer E-Sportler, welcher durch seine Erfolge in der Disziplin Counter-Strike: Global Offensive bekannt wurde. Er spielt derzeit für das Team ENCE.

## Karriere
Rossander startete seine Karriere 2010 in der Disziplin Counter-Strike: Source. Er war dort bei mehreren kleineren Teams, mit welchen er auf nationaler Ebene Erfolge sammeln konnte.
2012 wechselte er in die Disziplin Counter-Strike: Global Offensive mit dem Team T.t Dragons. Bis 2016 wechselte Rossandar häufiger die Teams mit eher mäßigem internationalem Erfolg. Allerdings nahm er an mehreren hochdotierten Major-Turnieren teil. Sein erstes Major war die DreamHack Winter 2013, welches er auf dem 9.–12. Platz mit seinem Team n!faculty abschloss. Das nächste Major-Turnier war die ESL Major Series One Katowice 2014, welches er auf dem 9.–12. Platz mit 3DMax abschloss. Die darauffolgenden Major-Turniere ESL One: Cologne 2014 und DreamHack Winter 2014 bestritt er mit dem Team Copenhagen Wolves. Er erreichte die Platzierungen 9.–12. und 13.–16.
Im Jahr 2016 spielte er für das Team Astralis, als Ersatz für Markus Kjærbye, das Major ESL One: Cologne 2016.  Er schied im Viertelfinale gegen Virtus.Pro aus und erzielte damit den 5.–8. Platz. Am 24. Oktober 2016 wechselte er dann endgültig zum Team Astralis als Ersatz für Finn Andersen. Bereits früh zeigte sich das Potential des Teams mit einem 3.–4. Platz bei der Intel Extreme Masters XI - Oakland, einem 2. Platz in der ELEAGUE Season 2 und einem Sieg bei der Esports Championship Series Season 2. Das darauffolgende Major ELEAGUE Major: Atlanta 2017 konnte er mit seinem Team gegen Virtus.Pro im Finale mit 2:1 für sich entscheiden. Im nachfolgenden Major PGL Major Kraków 2017 erreichte er das Halbfinale, in dem er gegen den späteren Sieger Gambit verlor. Im Jahr 2017 gab des zudem noch einige weitere Erfolge, wie den 2. Platz im ELEAGUE CS:GO Premier 2017 oder den 2. Platz in der BLAST Pro Series: Copenhagen 2017.
Das Jahr 2018 begann für äihn und sein Team mit einem 12.–14. Platz im ELEAGUE Major: Boston 2018. Nach zuletzt zwei sehr erfolgreichen Major-Turnieren flog das Team bereits in der Gruppenphase aus dem Wettbewerb. Allerdings folgte auf diese Enttäuschung eine Reihe von internationalen Erfolgen durch Siege bei der DreamHack Masters Marseille 2018, in der ESL Pro League Season 7, in der Esports Championship Series Season 5 und im ELEAGUE CS:GO Premier 2018. Mit einem 2:0-Sieg im darauffolgenden Major FACEIT Major: London 2018 gegen Natus Vincere konnte er sich seinen zweiten Majortitel sichern. Im gleichen Jahr folgten weitere Titel in der BLAST Pro Series: Istanbul 2018, im Intel Extreme Masters XIII - Chicago, in der  Esports Championship Series Season 6, in der ESL Pro League Season 8 und in der BLAST Pro Series: Lisbon 2018. Die vielen Turniererfolge sicherten dem Team den Erfolg eines Intel Grand Slams. Es war das erste Team, welches sich diesen Erfolg und damit ein Preisgeld von einer Million US-Dollar sichern konnte. Neben seinen zahlreichen Teamerfolgen wurde er von der renommierten Seite HLTV als achtbester Spieler 2018 ausgezeichnet.
Das folgende Major IEM Major: Katowice 2019 im Jahr 2019 konnte sein Team erneut für sich, mit einem 2:0-Sieg gegen Ence, entscheiden. Darauf folgte ein Sieg in der BLAST Pro Series: São Paulo 2019. Das zweite Major Turnier des Jahres StarLadder Berlin Major 2019 konnte sein Team, mit einem 2:0-Sieg über Avangar, gewinnen. In diesem Jahr folgten überdies Siege im Intel Extreme Masters XIV - Beijing, in der Esports Championship Series Season 8 und beim BLAST Pro Series: Global Final 2019. Bei der IEM XIV -in Beijing konnte er seine erste MVP-Auszeichnung, welche von HLTV ausgezeichnet wird, gewinnen.
2020 gewann er das Turnier ESL One: Road to Rio - Europe, welches eines der Qualifikationsturniere für das geplante Major ESL One Rio 2020 war. Von Mai bis September nahm er aus persönlichen Gründen eine Auszeit. Nach seiner Auszeit gewann er im Jahr 2020 noch die ESL Pro League Season 12: Europe, das DreamHack Masters Winter 2020: Europe und die Intel Extreme Masters XV - Global Challenge.
2021 begann für ihn und sein Team mit einem 2. Platz im BLAST Premier: Global Final 2020 erfolgreich. Im April verließ Nicolai Reedtz, welcher oftmals als bester Spieler im Team bezeichnet wurde, das Team Astralis. Die Turniere danach verliefen eher weniger erfolgreich. Er erreichte das Halbfinale bei Intel Extreme Masters XVI - Cologne und den 3. Platz im BLAST Premier: Fall Finals 2021. Im PGL Major: Stockholm 2021 Turnier, welches das erste Major seit 2019 war, wurde nach zuletzt zwei Siegen nur der 12.–14. Platz erzielt.
Im folgenden Jahr erreichte er den 2. Rang in der Pinnacle Cup Championship, sowie den 3.–4. Platz im Roobet Cup und bei der IEM Cologne 2022. Im PGL Major Antwerp 2022 erreichte er den geteilten 17.–19. Platz. 2023 verpasste er die Qualifikation für das Major-Turnier. Weiterhin erzielte er mit Astralis den zweiten Rang in der Brazy Party. Im Juni wurde er bei Astralis auf die Bank gesetzt. Im Oktober wechselte Rossander zur finnischen Organisation Ence. In diesem Jahr erreichte er mit Ence das Halbfinale in der Elisa Masters Espoo 2023.
2024 siegte er in der Elisa Masters Espoo 2024. Überdies erreichte er den 3.–4. Platz in der ESL Challenger at DreamHack Summer 2024.
Lukas Rossander ist einer von vier Spielern, welche vier Major-Turniere gewinnen konnten. Durch diese und weitere Erfolge gehört er zu den erfolgreichsten CS:GO-Spielern der Geschichte.

## Erfolge
Die folgende Tabelle zeigt die wichtigsten Erfolge von Rossander. Da Counter-Strike in Fünferteams gespielt wird, entsprechen die dargestellten Preisgelder einem Fünftel des gewonnenen Gesamtpreisgeldes des jeweiligen Teams.
| Jahr | Platz   | Turnier                                            | Team         | Preisgeld  |
| ---- | ------- | -------------------------------------------------- | ------------ | ---------- |
| 2016 | 3. – 4. | The World Championships 2016                       | Team Denmark | 02.000 $   |
| 2016 | 3. – 4. | ESL Intel Extreme Masters XI – Oakland             | Astralis     | 05.800 $   |
| 2016 | 2.      | Eleague Season 2                                   | Astralis     | 028.000 $  |
| 2016 | 1.      | Esports Championship Series Season 2 – Finals      | Astralis     | 050.000 $  |
| 2017 | 1.      | Eleague Major: Atlanta 2017                        | Astralis     | 0100.000 $ |
| 2017 | 3. – 4. | DreamHack Masters Las Vegas 2017                   | Astralis     | 05.000 $   |
| 2017 | 1.      | Intel Extreme Masters XI – World Championship      | Astralis     | 020.800 $  |
| 2017 | 2.      | Star Ladder i-League StarSeries Season 3           | Astralis     | 010.000 $  |
| 2017 | 3. – 4. | Intel Extreme Masters XII – Sydney                 | Astralis     | 04.000 $   |
| 2017 | 3. – 4. | Esports Championship Series Season 3 - Finals      | Astralis     | 013.000 $  |
| 2017 | 3. – 4. | PGL Major: Kraków 2017                             | Astralis     | 014.000 $  |
| 2017 | 2.      | Eleague Premier 2017                               | Astralis     | 030.000 $  |
| 2017 | 2.      | Blast Pro Series: Copenhagen 2017                  | Astralis     | 010.000 $  |
| 2018 | 1.      | DreamHack Masters Marseille 2018                   | Astralis     | 020.000 $  |
| 2018 | 2.      | Intel Extreme Masters XIII - Sydney                | Astralis     | 08.400 $   |
| 2018 | 1.      | ESL Pro League Season 7 - Finals                   | Astralis     | 050.000 $  |
| 2018 | 1.      | Esports Championship Series Season 5 - Finals      | Astralis     | 050.000 $  |
| 2018 | 1.      | Eleague CS:GO Premier 2018                         | Astralis     | 0100.000 $ |
| 2018 | 2.      | DreamHack Masters DreamHack Masters Stockholm 2018 | Astralis     | 010.000 $  |
| 2018 | 1.      | Faceit Major: London 2018                          | Astralis     | 0100.000 $ |
| 2018 | 1.      | Blast Pro Series: Istanbul 2018                    | Astralis     | 025.000 $  |
| 2018 | 1.      | Intel Extreme Masters XIII - Chicago               | Astralis     | 020.000 $  |
| 2018 | 1.      | Esports Championship Series Season 6 - Finals      | Astralis     | 050.000 $  |
| 2018 | 1.      | ESL Pro League Season 8 - Finals                   | Astralis     | 050.000 $  |
| 2018 | 1.      | Blast Pro Series: Lisbon 2018                      | Astralis     | 025.000 $  |
| 2019 | 1.      | IEM Major: Katowice 2019                           | Astralis     | 0100.000 $ |
| 2019 | 1.      | Blast Pro Series: São Paulo 2019                   | Astralis     | 025.000 $  |
| 2019 | 1.      | StarLadder Major: Berlin 2019                      | Astralis     | 0100.000 $ |
| 2019 | 2.      | ESL One: New York 2019                             | Astralis     | 08.000 $   |
| 2019 | 1.      | Intel Extreme Masters XIV - Beijing                | Astralis     | 025.000 $  |
| 2019 | 1.      | Esports Championship Series Season 8 - Finals      | Astralis     | 045.000 $  |
| 2019 | 1.      | Blast Pro Series: Global Final 2019                | Astralis     | 070.000 $  |
| 2020 | 3.      | ESL Pro League Season 11: Europe                   | Astralis     | 010.600 $  |
| 2020 | 1.      | ESL One ESL One: Road to Rio - Europe              | Astralis     | 06.600 $   |
| 2020 | 1.      | Blast Premier: Fall 2020                           | Astralis     | 017.000 $  |
| 2020 | 1.      | Intel Extreme Masters XV - Global Challenge        | Astralis     | 040.000 $  |
| 2021 | 3. – 4. | IEM Cologne 2021                                   | Astralis     | 016.000 $  |
| 2021 | 3.      | Blast Premier: Fall Finals 2021                    | Astralis     | 08.000 $   |
| 2022 | 2.      | Pinnacle Cup Championship                          | Astralis     | 010.000 $  |
| 2022 | 3. – 4. | Roobet Cup                                         | Astralis     | 03.000 $   |
| 2022 | 3. – 4. | IEM Cologne 2022                                   | Astralis     | 016.000 $  |
| 2022 | 3. – 4. | Elisa Masters Espoo 2022                           | Astralis     | 02.800 $   |
| 2023 | 2.      | Brazy Party                                        | Astralis     | 014.000 $  |
| 2023 | 3. – 4. | Elisa Masters Espoo 2023                           | Ence         | 03.000 $   |
| 2024 | 3. – 4. | ESL Challenger at DreamHack Summer 2024            | Ence         | 02.000 $   |
| 2024 | 1.      | Elisa Masters Espoo 2024                           | Ence         | 020.000 $  |
| 2025 | 2.      | YaLLa Compass Qatar 2025                           | Ence         | 04.200 $   |